# Масаж
Масаж е манипулация на повърхностните и по-дълбоки слоеве на мускулите и съединителната тъкан чрез използването на множество техники с цел подобряване и увеличаване на функционалността, лечение и спомагащи лечението терапии, при схващания от прекомерна активност, при намалена мускулно-рефлексивна активност, при възпрепятствана възбудимост , масажът подобрява релаксацията и доброто състояние, самочувствие на индивида  и подпомага отмората и почивката, възстановяването и има освежаващ ефект.

## Етимология
Думата произлиза от френското massage „фрикция при месене“, или от арабското massa, означаващо „да докосвам, чувствам и пипам“, или латински massa – „тесто“ , както и гръцкия глагол μάσσω (massō) „пипам, докосвам, работя с ръцете, меся тесто“ . Все пак в старогръцки и латински в древността думите за масаж са били различни, това са съответно anatripsis в гръцки  и frictio за латински.

## Техника
Масажът включва работа или въздействие върху тялото с натиск – структуриран, неструктуриран, статичен или движещ се, с обтягане, движение или вибрация, които са правени мануално (мануална терапия) или с подпомагащи уреди (напр. малка дървена масажна маша) или дори механични устройства (например масажиращи столове).
Основните техники, използвани в масажа включват:
Поглаждане (Effleurage)
Effleurage, или поглаждане, е техника, която се прилага в началото и края на масажа. Наименованието и произлиза от френската дума "effleurer," и в превод означава "да галя." Освовава се на плавни и ритмични движения, които следват тялото.
Разтриване (Petrissage)
Името произлиза от френската дума "pétrir," и се превежда "да меся." Тази техника е разработена в Европа през 19-ти век като част от Шведския масаж, наричан още класически . 
Триене (Friction)
Триенето включва по-дълбоко манипулиране на мускулната тъкан чрез използване на кръгови движения с пръсти, палци или лакти. Техниката е разработена от Хенрик Линг през 19-ти век.
Потупване (Tapotement)
Серия от ритмични удари и потупвания, които се изпълняват с ръце или пръсти. В Европа тази техниката е усъвършенствана в началото на 20-ти век и е приложена в класическия масаж за повишаване на тонуса.
Вибрация (Vibration)

Вибрацията се състои от бързи, трептящи движения, като може за се изпълняват с ръце или специализирани уреди. Техниката на вибрацията е въведена в масажа в началото на 20-ти век като част от по-модерната физиотерапия.